# Compagnia speciale antiterrorismo
La Compagnia speciale antiterrorismo fu un'unità militare dell'Arma dei Carabinieri all'interno dell'unità interforze "Reparto speciale di rinforzo per l'Alto Adige", che fu attivata nella seconda metà degli anni '60 in quella Provincia.

## Storia
Fu istituita nel settembre 1966 nell'ambito del 7º Battaglione carabinieri dal 1963 di stanza a Laives in Trentino Alto Adige, per contrastare l'azione degli indipendentisti altoatesini che negli anni cinquanta-sessanta agivano lungo il confine italo-austriaco colpendo, con attentati terroristici, obiettivi sensibili sia civili (tralicci dell'alta tensione, centrali idroelettriche, ponti e convogli ferroviari ecc.) sia militari (stazioni dei Carabinieri, caserme dell'Esercito o della Guardia di Finanza).
Proprio a causa del proliferare dei suddetti attentati terroristici, in data 15 ottobre 1966 viene istituito dallo Stato Maggiore dell'Esercito un "Reparto speciale di rinforzo per l'Alto Adige" con compiti appunto di antiterrorismo, composta da Carabinieri, Finanzieri, Alpini e Sabotatori paracadutisti, tutti selezionati per le loro particolari capacità ed addestrati ad operare in montagna ed in situazioni estreme. Il Comando Generale dell'Arma scelse due ufficiali: il capitano Francesco Gentile, già comandante di una compagnia Carabinieri Paracadutisti, al quale viene affidato il comando del Reparto, ed il tenente Fabrizio Innamorati, oltre a 4 sottufficiali e 6 carabinieri del battaglione.
Il reparto era formato soprattutto da militari del Battaglione Carabinieri paracadutisti, del Battaglione sabotatori paracadutisti dell'Esercito e militi della Guardia di Finanza.
Per la sorveglianza continuativa degli obiettivi più importanti erano impiegati anche gli Alpini.
La Compagnia Speciale Antiterrorismo era organizzata in squadriglie, reparti di pochi elementi altamente flessibili che avevano a disposizione anche elicotteri dei Carabinieri e dell'Esercito per spostarsi.
Il 25 giugno 1967 militari della compagnia subirono a "Cima Vallona un attentato dell'organizzazione terroristica separatista altoatesina Befreiungsausschuss Südtirol (BAS). L'esplosione portò alla morte di tre di loro, fra cui il comandante del reparto, il capitano dei carabinieri paracadutisti Francesco Gentile.